# Энгелс, Бьорн
Бьорн Энгелс (нидерл. Björn Engels; родился 15 сентября 1994, Капрейке, Бельгия) — бельгийский футболист, защитник клуба «Антверпен».

## Клубная карьера
Энгелс — воспитанник клуба «Брюгге». В 2011 году он был включён в заявку основной команды, но на поле так и не вышел. 20 сентября 2012 года в матче Лиги Европы против французского «Бордо» Бьорн дебютировал за «Брюгге», заменив во втором тайме Тибо ван Акера. 4 августа 2013 года в поединке против «Остенде» он дебютировал в Жюпиле лиге. В этом же поединке Бьорн забил свой первый гол за «Брюгге». 28 сентября 2014 года в матче против «Остенде» он сделал «дубль». В том же сезоне Энгелс помог клубу занять второе место в чемпионате и выиграть Кубок Бельгии.
Летом 2017 года Бьорн перешёл в греческий «Олимпиакос», подписав контракт на 4 года. Сумма трансфера составила 6 млн евро. 9 сентября в матче против «Ксанти» он дебютировал в греческой Суперлиге. В этом же поединке Энгелся забил свой первый гол за «Олимпиакос».
Летом 2018 года Энгелс был отдан в аренду во французский «Реймс». 16 сентября в матче против «Нанта» он дебютировал в Лиге 1. 22 декабря в поединке против «Кана» Бьорн забил свой первый гол за «Реймс». По окончании сезона клуб выкупил трансфер игрока за 4 мнл. евро.
Летом 2019 года Энгелся перешёл в английскую «Астон Виллу». Сумма трансфера составила 8 млн евро. 10 августа в матче против «Тоттенхэм Хотспур» он дебютировал в английской Премьер-лиге. 16 февраля 2020 года в поединке против «Тоттенхэм Хотспур» Бьорн забил свой первый гол за «Астон Виллу».
Летом 2021 года Энгелся вернулся на родину, подписав контракт с «Антверпеном». 29 августа в матче против «Ауд-Хеверле Лёвен» он дебютировал за новую команду. 24 октября в поединке против своего бывшего клуба «Брюгге» Бьорн забил свой первый гол за «Антверпен». В 2023 году он помог клубу завоевать Кубок Бельгии и выиграть чемпионат.

## Достижения
Клубные
«Брюгге»
- Победитель Жюпиле лиги: 2015/16
- Обладатель Кубка Бельгии: 2014/15

«Антверпен»
- Победитель Жюпиле лиги: 2022/23
- Обладатель Кубка Бельгии: 2022/23